# Maryam Yusuf Jamal
Maryam Yusuf Jamal (arab.: مريم يوسف جمال, poprz. Zenebech Tola; ur. 16 września 1984, Etiopia) – biegaczka średniodystansowa z Bahrajnu, mistrzyni świata z Osaki (2007) w biegu na 1500 metrów.

## Sukcesy
- Bieg na 1500 metrów:
  - zwycięstwo w Światowym Finale IAAF (Monako 2005)
  - brązowy medal Halowych Mistrzostw Świata w Lekkoatletyce (Moskwa 2006)
  - 1. miejsce podczas Światowego Finału IAAF (Stuttgart 2006)
  - 1. miejsce na Pucharze świata (Ateny 2006)
  - złoty medal igrzysk azjatyckich (Doha 2006)
  - złoty medal Mistrzostw Świata w Lekkoatletyce (Osaka 2007)
  - 1. miejsce w Światowym Finale IAAF (Stuttgart 2007)
  - srebro halowych mistrzostw świata (Walencja 2008)
  - 5. miejsce podczas Igrzysk olimpijskich (Pekin 2008)
  - 1. miejsce na Światowym Finale IAAF (Stuttgart 2008)
  - złoty medal igrzysk azjatyckich (Kanton 2010)
  - złoty medal igrzysk olimpijskich (Londyn 2012)
  - złoto halowych mistrzostw Azji (Hangzhou 2014)
  - złoty medal igrzysk azjatyckich (Inczon 2014)
- Bieg na 3000 metrów:
  - złoto halowych mistrzostw Azji (Hangzhou 2014)
  - brąz halowych mistrzostw świata (Sopot 2014)

## Rekordy życiowe
| Dystans                    | Czas     | Miejsce  | Data             |
| -------------------------- | -------- | -------- | ---------------- |
| bieg na 800 metrów         | 1:57,80  | Zurych   | 29 sierpnia 2008 |
| bieg na 1500 metrów        | 3:56,18  | Rieti    | 27 sierpnia 2006 |
| bieg na 1500 metrów (hala) | 3:59,79  | Walencja | 9 marca 2008     |
| Bieg na milę               | 4:17,75  | Bruksela | 14 września 2007 |
| bieg na 3000 metrów        | 8:28,87  | Oslo     | 29 lipca 2005    |
| bieg na 5000 metrów        | 14:51,68 | Hengelo  | 29 maja 2005     |

Powyższe wyniki oprócz biegu na 5000 metrów są aktualnymi rekordami Bahrajnu, wynik Jamal z biegu na milę jest także rekordem Azji, a jej rekord na 1500 m z hali jest aktualnym rekordem Azji.